# نتاشا أطلس
نتاشا أطلس (من مواليد 20 مارس 1964) مغنية ولدت في بلچيكا من أصول مصرية تعرف بموسيقاها العربية والشمال أفريقية. أطلقت ذات مرة على موسيقاها اصطلاح «شعبي مودرن» (أي تحديث من الموسيقى الشعبية المصرية. تتأثر موسيقاها أيضا بأشكال من الموسيقى مثل الهيپ-هوپ، الدرَم والباس، الريجي وأنواع أخرى. طرحت نتاشا أطلس في مسيرتها الفنية 9 ألبومات خاصة آخرها ألبوم «أنا هنا» الذي طرحته نتاشا أطلس عام 2008 احتوى على تجديد لأغاني كلاسيكية عربية لعبد الحليم حافظ، فيروز والأخوان رحباني سبقه ألبوم «مش معقول» عام 2006 الذي تضمن ألوان موسيقية جديدة ودمج ما بين الموسيقى الغربية والعربية كما تضمن الأغنية «غنوة بوسانوفا» بلون موسيقى البوسانوفا البرازيلية وهي تجربة ناجحة حيث تعد أطلس أول مطربة عربية تغن هذا اللون الموسيقي، نتاشا أطلس لم تطرح من هذا الألبوم أي أغنية مصورة بينما طرحت عدداً من الأغاني المصورة في ألبومات سابقة كللت بالنجاح خاصة في فرنسا مثل «ليش نتعارك»، «مستنيك»، «مون آمي لاغوز» و«مش فاضيالك».

## نبذة

### الحياة الفنية

#### بداياتها
بدأت نتاشا أطلس الحياة الفنية الفعلية عندما أدت بعض الأغاني مع دانيل آش في أول ألبوماته بعدها انضمت إلى فرقة «ترانسجلوبل أندرجراوند» وهي فرقة متعددة الجنسيات اتخذت من العاصمة البريطانية مقرا ً لها. استمرت نتاشا أطلس مع هذه الفرقة حتى عام 1993بعدها انفصلت عنها وبدأت طرح الألبوم بشكل منفرد أو كما يسمى في الغرب "Solo Career" وتكللت تجربتها بالنجاح خاصة أنها قبل أن تخوضها ساعدت الكثير من الفنانين في ألبوماتهم. طرحت نتاشا عدد من الألبوم قبل توهجهها إلى الغناء. قررت نتاشا أطلس الانفصال عن الفرقة بعد أن رأت أن موهبتها تؤهلها إلى أن تغني منفردة وتنتج ألبومات خاصة. فأنتجت عام 1995 ألبومها المنفرد الأول بعنوان " Diaspora " وهو من إنتاج بجارس ونيشنز ريكوردز وبرز في ألالبوم أغنيتان: Yalla Chant التي صورتها نتاشا أطلس في أحد المقاهي قبل سنتين من صدور الألبوم من إخراج المخرجة أنجيلا كونوي، أما الأغنية الثانية فكانت بعنوان ليش نتعارك وهي تتكلم عن الظلم والحروب بين العرب واليهود. الألبوم الثاني كان إهداء إلى المصري عبد الحليم حافظ بعنوان «حليم» صدر عام 1997 وركزت نتاشا على الأغنية الطربية في هذا الألبوم. لم تصور نتاشا أطلس من هذا الألبوم سوى أغنية واحد كان عنوانها "Amulet" التي احتوت كلماتها على جمل من أغاني شهيرة مثل قولها «الحياة جميلة». الألبوم من إنتاج الشركة ذاتها التي أنتجت ألبوم دايسبورا.

#### السنوات الأخيرة
الألبوم الثالث كان "Gedida " الذي طرح في نهاية 1998. الألبوم منع ترويجه أو إصداره في الشرق الأوسط استناداً إلى قوانين الرقابة العربية التي تمنع إصدار أي ألبوم يحوي أغاني جنسية أو سياسية فقد احتوى الألبوم على أغنية "Mahlabeya" و"Baster" إضافة إلى "The Righteous Path" لذلك اتفقت نتاشا على إصدار نسخة خاصة من الألبوم حملت اسم "Guzouri" الذي حذفت منه الأغنيتين الممنوعتين وصدر في الشرق الأوسط عام 1999 بعد عام من إصدار النسخة الأصلية "Gedida". عوضت نتاشا أطلس في هذا الألبوم ما حدث في ألبومها السابق عندنا صورت كليب واحد فقط فصورت بهذا الألبوم 3 أغنيات أحدها الأغنية الفرنسية التي كونت لنتاشا قاعدتها الجماهيرية في فرنسا وجعلت المحطات الفرنسية تدعمها وتبث أغانيها بكثرة كما تدعوها للحفلات، وهي "Mon Amie La Rose" إضافة إلى أغنيتي «مستنيك» و"One Brife Moment" وهو أول ألبوم من إنتاج شركة Mantra التي كانت في ذلك الوقت شركة جديدة في الساحة. بعد هذا الألبوم أقامت نتاشا أطلس حفل كبير في مصر لأول مرة فانتهزت نتاشا أطلس الفرصة وقضت قرابة العام في مصر سجلت خلالها ألبوم عيشتني الذي طرح في العام 2001 واحتوى على مش فاضية لك التي سجلت باللغتين العربية والفرنسية وصورت بطريقة الفيديو كليب من إنتاج Mantra. بعد عيشتني أعدت نتاشا أطلس ألبوم جمع بين 4 ثقافات: العربية، الإنجليزية، الفرنسية والهندية احتوى على أغنية بمشاركة المطربة Myra Boyle وهي بعنوان When I close my eyes، الألبوم الذي تلاه كان بعنوان "The Best Of" بعد أن أصبح لدى نتاشا مجموعة لا بأس بها الأغاني يمكن ضمها في ألبوم واحد.و قد صدر معه DVD احتوى على جميع فيديو كليبات نتاشا أطلس وبعض أغاني من حفلات مباشرة ولقاءات تلفزيونية كان بعنوان Natacha Atlas : Transglobal Underground صدر الألبوم عام 2005. طرحت نتاشا في بداية العام 2006 ألبوم بعنوان مش معقول من إنتاج مانترا ولم تقم نتاشا بأي عملية ترويجية لهذا الألبوم سوى الحفلات الموسيقية التي أقامتها في عدد من الدول الأوربية ويرجع السبب في هذا التراجع الفني إلى تقدم نتاشا في السن وانشغالها بحياتها الخاصة.

#### مقتبسات
- الإنجليزية هي اللغة التي نمت معي طوال حياتي وأنا أحب التحدث بها، لكنني أفضل لغتي العربية وأرتاح كثيراً عند الغناء بها.
- إحدى الأمور التي اعتدت عليها في الأغاني التي أسجلها هي دمج ثقافات متعددة معاً وأشعر هذا واضح في ألبوم " Something Dangerous ".
- أطمح إلى عمل مكثف واستمرار طالما جمهوري يريدني وأنا أيضاً أود ذلك لكنني أتمنى أيضاً تمثيل أفلام غنائية إلى جانب إصدار الألبومات.
- أظن أن الحضارات والثقافات في تقارب مستمر والاختلافات بينها تكاد تكون طفيفة. وبالنهاية كلنا بشر وكلنا لديه المشكلات ذاتها ويجب أن نجتمع سوية لحلها.
- أسلوبي شرقي بحت عندما أغني فصوتي يتحول رغما ً عني إلى الأسلوب العربي حتى نهاية الكوبليه الأخير من أي أغنية أقوم بتأديتها.
- والدايّ لم يكونا صارمين معي مطلقاً.

### حياتها الخاصة
يختلف الناس على أصول والدي نتاشا أطلس. ولقد نفت هي أن يكون أباها يهودي سفاردي، ولكنها اعترفت أنه «ربما يكون يهودي بنسبة 10% أو ما شابه». تقول: «[الادعاء بأن أبي يهودي] هو أحد تلك الأشياء التي نشرها عني شخص يكرهني بقصد إيذائي. ولكن اليهود قد كانوا دائما جزء من المجتمع العربي، فالأمر ليس بغريب أن يكتشف أحدهم أن لديه دم يهودي. في النهاية، فهناك فعلا اتصال كبير فيما بيننا». يقال أن أمها إنجليزية مسلمة، ونتاشا هي نفسها مسلمة ومما يدل على ذلك أغنيتها Dub Yalil وهي أغنية أدتها في ألبوم دياسبورا حيث تؤدي فيها مفردات الـ أذان الإسلامي، كما أدت أغنية للفيلم التاريخي Kingdom of Heaven وكان مما قالته في الأغنية شهادة أن لا إله إلا الله. وقد قالت عن نفسها مجازًا أنها قطاع غزة المتجسد: «الصراعات بين جانبي الأوروپي والعربي ستستمر — كودي الچيني جعلني تقريبًا مرتحلة». تربت نتاشا في الحي المغربي بضواحي بروكسل ببلجيكا، حيث تعرفت على موسيقى شمال أفريقيا وفن الرقص الشرقي والشعبي (الموسيقى الشعبية المصرية الحديثة).
في خلال حياتها العملية، تعلمت نتاشا العديد من اللغات: الإنجليزية، الفرنسية، الإسپانية والعربية – تستخدمها جميعها. بعد أن طلق والداها والدتها في العام 1972 ذهبت إلى بريطانيا مع أمها وأخوها وأختها وفي منتصف السبعينات انتقلت إلى نورثامپتن حيث شعرت نتاشا بالغربة وبشاعتها خاصة في ظل بيئة إنجليزية غريبة عنها. في العمر 16 انضمت نتاشا أطلس إلى عدد من المشاريع الموسيقية ما بين بلجيكا وبريطانيا ومن ثم انتقلت في عمر الـ 17 إلى تركيا واليونان وعملت بالرقص الشرقي والغناء وأصبحت أول من تغني الروك بالعربية. حياة نتاشا أطلس الشخصية في الفترة الراهنة متقلبة ومنتقلة ما بين عدة بلدان أوربية مثل بلجيكا وبريطانيا لكنها لا تفكر أبداً بالاستقرار في مصر مع أنها عاشت عام كامل بها عندما أعدت ألبوم «عيشتني». تزوجت نتاشا أطلس عام 1999 عن عمر ناهز حين ذاك 35 عاما ً من عازف القانون السوري عبد الله شهادة

## ديسكوغرافيا

### الألبومات

#### مع الفرقة
| الألبوم                                    | السنة |
| ------------------------------------------ | ----- |
| Dream of 100 nations                       | 1993  |
| Interplanetary meltdown                    | 1995  |
| Psychic Karaoke                            | 1996  |
| Backpacking on the graves of our ancestors | 1999  |

#### منفردة
| الألبوم                            | السنة |
| ---------------------------------- | ----- |
| Diaspora                           | 1995  |
| Halim                              | 1997  |
| Gedida                             | 1998  |
| Guzouri                            | 1999  |
| The Remix Collection               | 2000  |
| Ayeshteni                          | 2001  |
| Foretold in the Language of Dreams | 2002  |
| Something Dangerous                | 2003  |
| Mish Maoul                         | 2006  |
| An Hina                            | 2008  |
| Mounqaliba                         | 2010  |

### الأغاني المنفردة

#### مع الفرقة
1. رئيس المعبد (نيشن 1993، إخراج: نيك سمول)
2. طال زمان (نيشن 1994، إخراج: نيك سمول)
3. المتلقلب (نيشن 1994، إخراج: نيك سمول)
4. لوكي هنا (نيشن 1994، إخراج: نيك سمول)
5. أوقات عالمية (نيشن 1994)

#### منفردة
1. أنشودة يلا (مانترا 1993، إخراج: أنجيلا كونوي)
2. ليش نَتَعارَك (مانترا 1995، إخراج: أنجيلا كونوي)
3. تعويذة (نيشن 1997، إخراج: أنجيلا كونوي)
4. صديقتي الوردة (مانترا 1998، إخراج: أنجيلا كونوي)
5. وهلة واحدة صغيرة (مانترا 1998، إخراج: أنجيلا كونوي)
6. مستنيك (مانترا 1999، إخراج: أنجيلا كونوي)
7. مش فاضية لك (مانترا 2001، إخراج: جوانا بيلي)
8. لما أغمض عيني (مانترا 2003، إخراج: سيراي جهافري)

## وصلات خارجية
- نتاشا أطلس على موقع IMDb (الإنجليزية)
- نتاشا أطلس على موقع ميوزك برينز (الإنجليزية)
- نتاشا أطلس على موقع أول ميوزيك (الإنجليزية)
- نتاشا أطلس على موقع ديسكوغز (الإنجليزية)
- نتاشا أطلس على موقع كينوبويسك (الروسية)

1. موقع متكامل عن نتاشا أطلس تحبذه نفسها
2. موقع عبد الله شهادة زوج نتاشا أطلس
3. موقع يوسف نبيل، مصور نتاشا أطلس
4. موقع ألبوم مش معقول
5. Mantra Recordings
6. Beggars US
7. TGU